# 音乐家
音樂家是個廣泛的名詞，就是專注於音樂領域中的藝術家。

## 類型
音樂家可以指創作音樂的人（作曲家），也可以指演奏音樂的人（演奏家），唱歌的人也算是音樂家，但他們有特別的稱呼：聲樂家。還有一個特殊的類別，他不創作也不演奏音樂，而是負責指揮管弦樂團的人稱為指揮家。好的指揮家有特殊的魅力帶領樂團演出，他也往往是樂團中的最耀眼的角色。至於流行音樂的歌手則很少稱他們為音樂家，是比較特別的一群
```
  j
```

## 職能
一個音樂家常常有多重的身分，他可能專注在音樂的某個領域，例如作曲，但同時也可能兼顧演奏。或者他可能僅專注演奏，但同時也撰寫音樂相關的書籍，是一個作家。此外，音樂家也有跨領域的例子，許多當代的音樂家都會做電影配樂或劇場配樂的工作。